# Alto de la Bandera
Alto de la Bandera är ett berg i Dominikanska republiken.   Det ligger i provinsen La Vega, i den centrala delen av landet, 80 km nordväst om huvudstaden Santo Domingo. Toppen på Alto de la Bandera är 2 832 meter över havet. Alto de la Bandera ingår i Cerros de la Piedra de Manuel.
Terrängen runt Alto de la Bandera är kuperad åt sydväst, men åt nordost är den bergig. Alto de la Bandera är den högsta punkten i trakten. Runt Alto de la Bandera är det ganska tätbefolkat, med 155 invånare per kvadratkilometer. Närmaste större samhälle är Constanza, 16,4 km nordväst om Alto de la Bandera. I omgivningarna runt Alto de la Bandera växer i huvudsak städsegrön lövskog.